# 鶴園第三發電廠
鶴園第三發電廠（英語：Hok Un 3rd Power Station）是香港的一個發電廠，位於紅磡大環街，是半島電力的一個發電廠（由中電管理），於1990年代拆卸。

## 歷史
- 1964年：半島電力出資擴建鶴園第一及第二發電廠，為九龍半島供應二億四千萬瓦特電力。[2]
- 1990年代：電力廠遭拆除，原址興建海逸豪園。[3]